# Takuma Takeda
Takuma Takeda (født 12. oktober 1995) er en japansk fodboldspiller, som spiller for den japanske fodboldklub Fagiano Okayama.